# Reneszánsz viselet
A reneszánsz öltözködésben megjelenik az egyén szabadsága, a művészetek szeretete. Az észak-itáliai városok válnak a korabeli divat középpontjává, a széles és színes anyagválasztéknak köszönhetően. Az alapanyagok között újdonság a csipke. A ruhák díszítése selyemfonallal, arany és ezüst szálakkal, drágakövekkel, gyönggyel történik.  
A női öltözetre jellemző a magasított derékvonalú felsőruha, szögletes vagy íves kivágással, a fűzős felsőrészhez uszályos szoknyát varrtak,  harangosan szabták a szoknyákat, hajtásokkal bővítették.  
A reneszánsz kor férfi öltözékben az itáliai volt a legnemesebb. A magas nyakú zekét övvel a derékra szorították, hajtásokkal bővítették lefelé. Gyakran díszítették az alját szőrmével vagy szövött szegéllyel. A feszes harisnyanadrágot a derékon található övhöz erősítették.  
Mind a férfi, mind a női viseletre jellemző volt a cserélhető ruhaujjak használata.  A női öltözetben szalagokkal rögzítették a ruhához, ami lehetővé tette az alatta hordott ing kivillanását.

## Az olasz reneszánsz

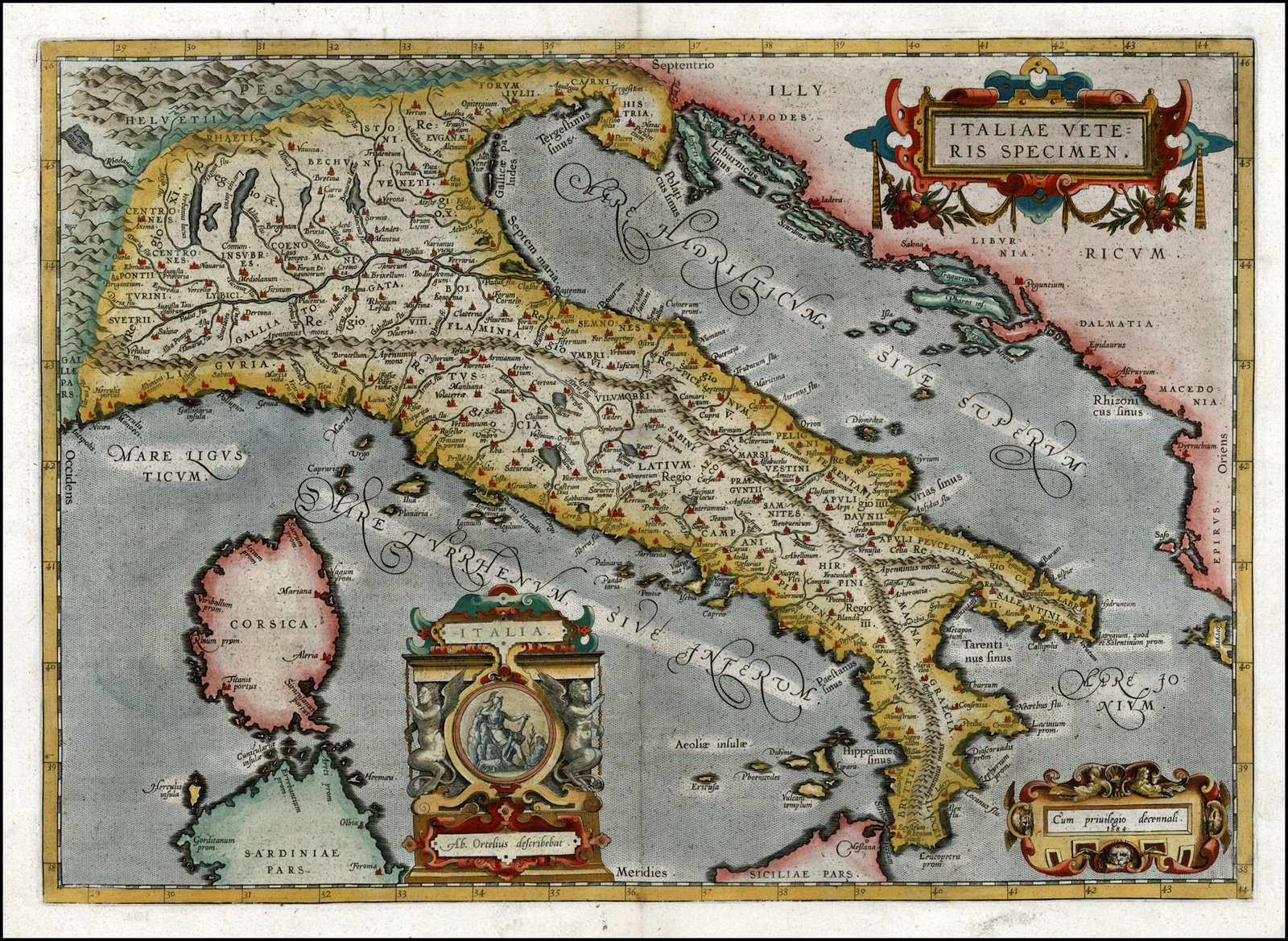

A mesés fényű firenzei udvar mellett a milánói udvartartás kábulatba ejtette az egész divatvilágot. A milánói udvarra a kulturáltabb, mélyebb értékű, diszkrétebb és nehézkesebb, míg a Firenzei udvarra a friss, vidám pompa volt jellemző.  
A XV. században, Ferrarában, Bolognában, Velencében a fejedelmi udvarokban az itáliai asszonytípusra a gondtalan, henyélő, kecses üres életet élő asszonytípus volt a jellemző. A testápolás és a jó táplálkozás mellett az édes semmittevés volt osztályrésze az arisztokrata hölgyeknek. 
Ezt jól szimbolizálja ruhájuknak legfontosabb kiegészítője a művészi ékesítésű csecsebecsés legyező.  
A XVI. század végén már összehajtható formában jelenik meg. Általában aranyláncon csüngött a római, Ferrarai, Torinói, Nápolyi dámák derekán. A velencei hölgyek, mint ahogy mindenben teljesen egyéni divatot teremtettek, ragaszkodtak a tollas ódivatú legyezőhöz.  

Siena, Ferrara, Brescia, Milánó, Róma városában egyöntetű divat szerint öltözködtek az itáliai hölgyek, bő szoknyához rövid uszály társult, finom csipkeszegéllyel ellátott kézelő, nyakbodor. A velencei nők feltűnően túlzó módon öltözködtek, az arisztokrata hölgyek a kurtizánok öltözködését vették át. A XVI. század végén faállványokat erősítettek a cipőjük alá, hajukat szarv alakúra fésülték. Sárga rézlemezekkel megerősített csipkegallér alatt a kebel szemérmetlenül előtűnt, az ing viselésétől húzódoztak ezért a ruhakivágás alá zsebkendőket tömtek, hogy az ing szerepét pótolják.  
A kurtizánok viseletét teljes mértékben átvették az arisztokrata hölgyek, így a kurtizánoknak megtiltották, hogy nyakukon gyöngysort viseljenek, hogy valamilyen módon megkülönböztethető legyen a nemesi viselet, azonban a rafináltabbak más anyagból készült, gömbölyű golyókból álló nyakéket tettek a nyakukba. Kb. 1550-től terjedt el, hogy a félvilági nők sárgára festették a hajukat és a nemes hölgyek ebben is követték példájukat.  
A firenzei férfiviseletre a buggyos térdnadrág, kidomborodó mellény, ujjatlan zeke, vállra boruló köpeny jellemző a XVI. században. Az öltönyt színes ujjak, csipkegallér díszítette. A nadrágot a harisnyához rojtos szalaggal erősítették. A cipő elől hegyes, a kalap szintén hegyes tetejű széles karimájú. 
Érdekesség: IX. Innocent pápa 1501-ben dekrétumban tiltakozik a női dekoltázs ellen. Azonban ennek nincsen semmi hatása az öltözködésre. A dámák hátul a már amúgy is a reneszánsz viseletre igen jellemzően felfelé ívelő csipkegallért még magasabbra emelik, mintegy tilalomfaként a konty fölött ágaskodó kerítést, elől azonban a dekoltázs még mélyebbre csúszik. 

## A francia reneszánsz

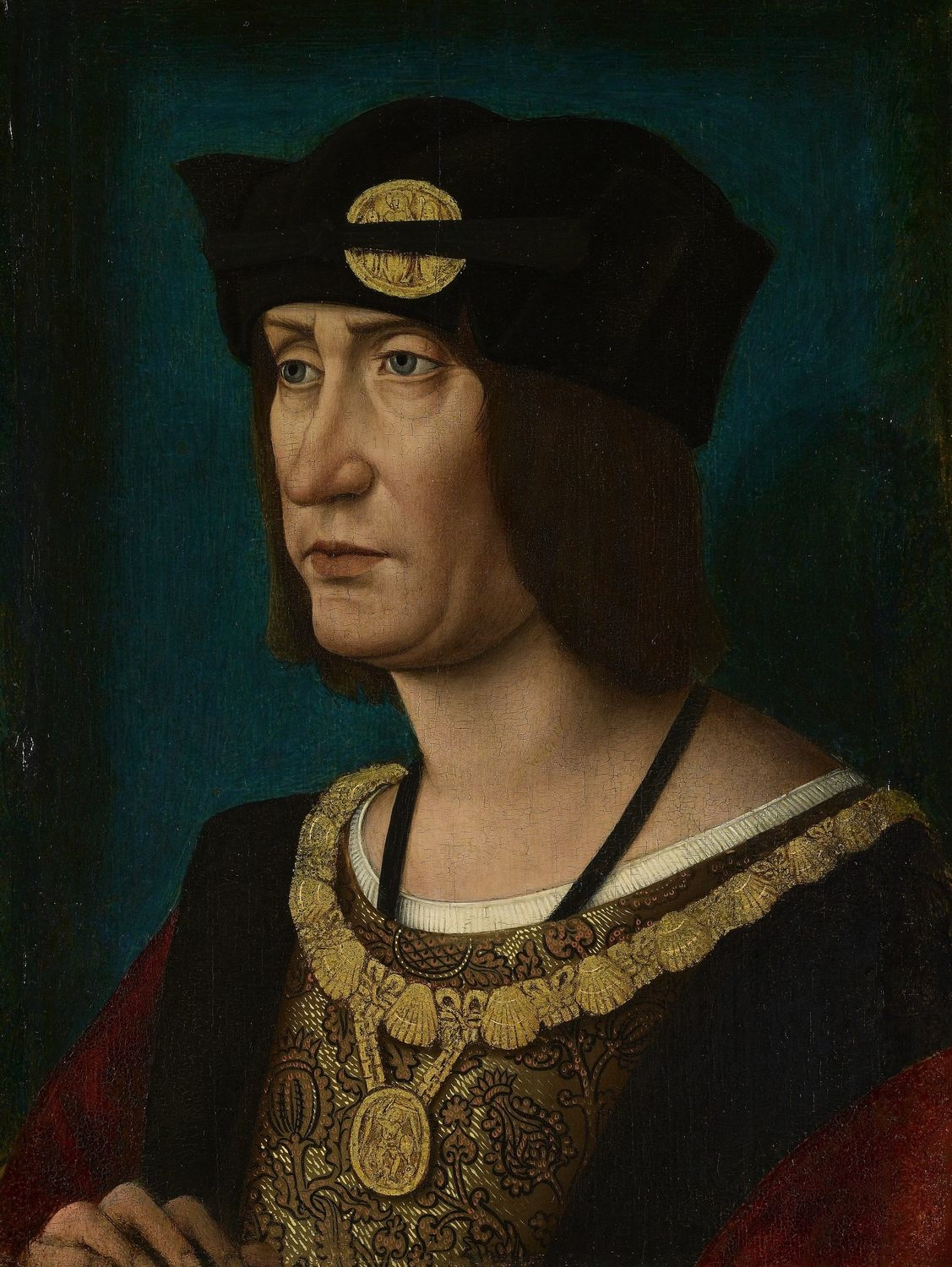

Franciaországban XI. Lajos halála után új irányzat kel életre, amely a korlátozást semmi szín alatt nem ismeri, az öltözködésben már nehéznek tartják a középkori formákat, a kényelmesebb ruhaviselést tették szabályossá. Az egyszerűség az ellenkező végletbe csap át, a fényűzés betegsége terjed, a kiskereskedő lánya úgy öltözködik, mint egy hercegnő, a házaló gyümölcsárus lovagruhát ölt. VIII. Károly szigorú törvényekben, pénzbírsággal büntetve a vont arany és ezüstbrokát, a karmazsin bársony és prémezés túltengését.  
XII. Lajos korában miután második felesége egy pompakedvelő hercegkisasszony lett a fényűzés tűrhetetlen arányokat öltött, ekkor jelenik meg a nyakbodor szegélyén a csipke, amely a legfontosabb kiegészítővé válik. 
Az előkelő francia dáma a XVI. század elején lapos, feszes derekú a szoknyával egybeszabott alsóruhát és szintén az uszállyal egybeszabott felsőruhát viselt. Az aranyhímzéssel díszített fejdísz láncai a halántékról a fülre hullottak. A férfiruházat teljesen egyéni izlés mentén alapult. A kalandorok, akiket gorriereknek neveznek, selyemmel bélelt acéllemezekbe szorították derekukat, puffancsos rövidnadrágot hordtak.  
Franciaország átveszi a vezetőszerepet a ruházkodás terén.     

## Az angol reneszánsz

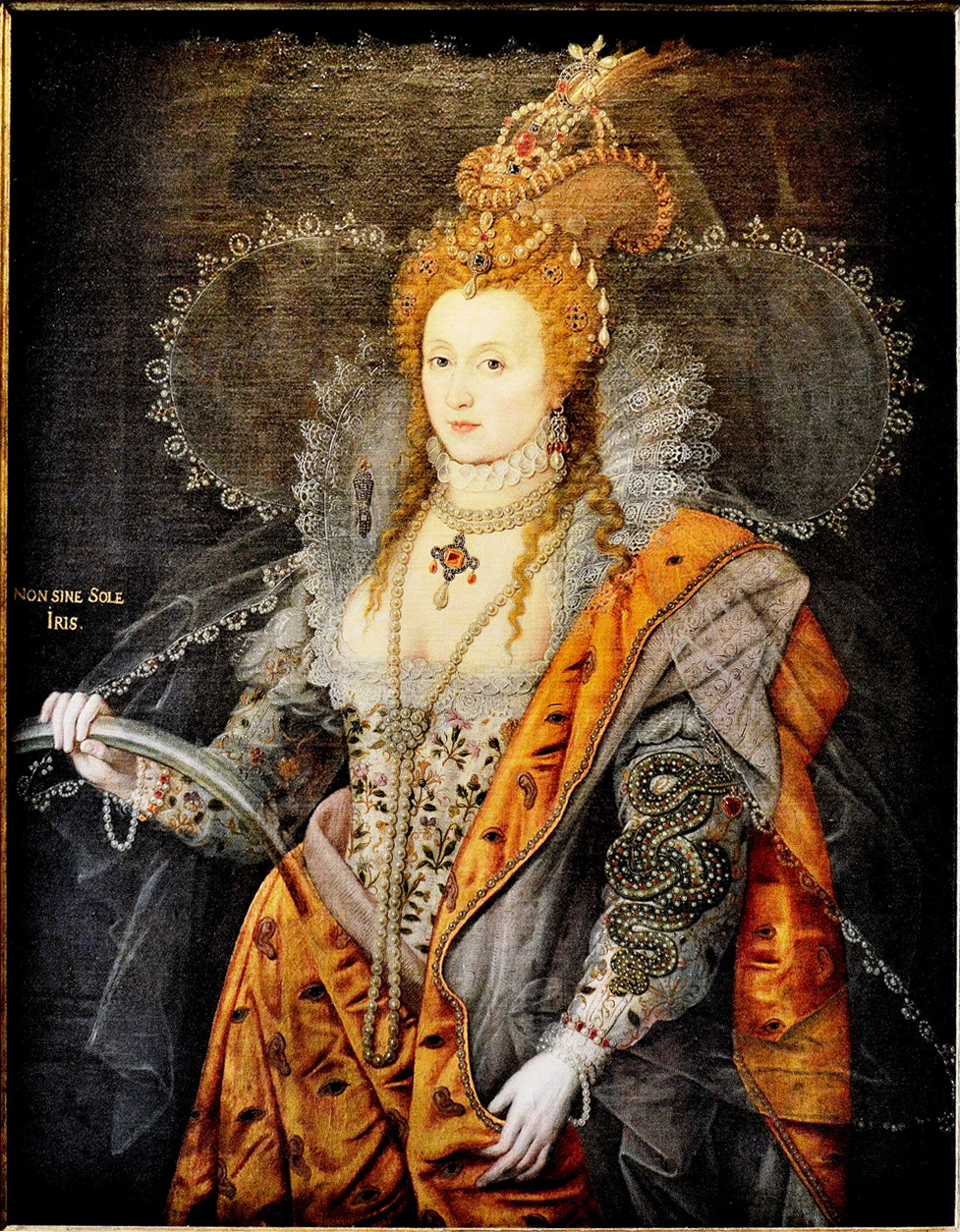

A tizenhatodik században Anglia a többi országtól teljesen eltérő életet élt. London város céhei az utcán tanyáztak, a Londoni utcára lárma és élénkség volt jellemző. Egy író London harmóniájának nevezte a piactereken, forgalmas útvonalakon egymást túlordítani igyekvő kereskedők hangzavarát.  
Selymeket, bársonyokat árultak, a kövezetre terített ponyvákon hevert a csipke és a francia selyem.  
Erzsébet királynő befolyása a kor divatjára túlmutatott a női viselete. Uralkodásának korai éveiben a férfi divat ugyanolyan volt mint korábban, gazdag szövetekből készült ruhadarabok, széles négyzet alakú sziluettek. Később a férfiak fűzőt viseltek, hogy az övvonal jól érvényesüljön.  
Az Erzsébet korszakban a divat teljesen megváltozott. A királynő törvényekkel szabályozta a ruházkodást. Nem számított, hogy egy férfi mennyire volt vagyonos, nem viselhetett  tetszése szerint ruhadarabot, a viselet színét, anyagát a törvény határozta meg, rang, státusz és pozíció szerint. Ezeket a törvényeket Sumptuary törvényeknek nevezik.  
Az Erzsébet kori ruhaviselettel kapcsolatos törvények a nők számára előírták ki viselhetett aranyból vagy ezüstből, gyöngyből készült ruhadarabokat.

## Galéria

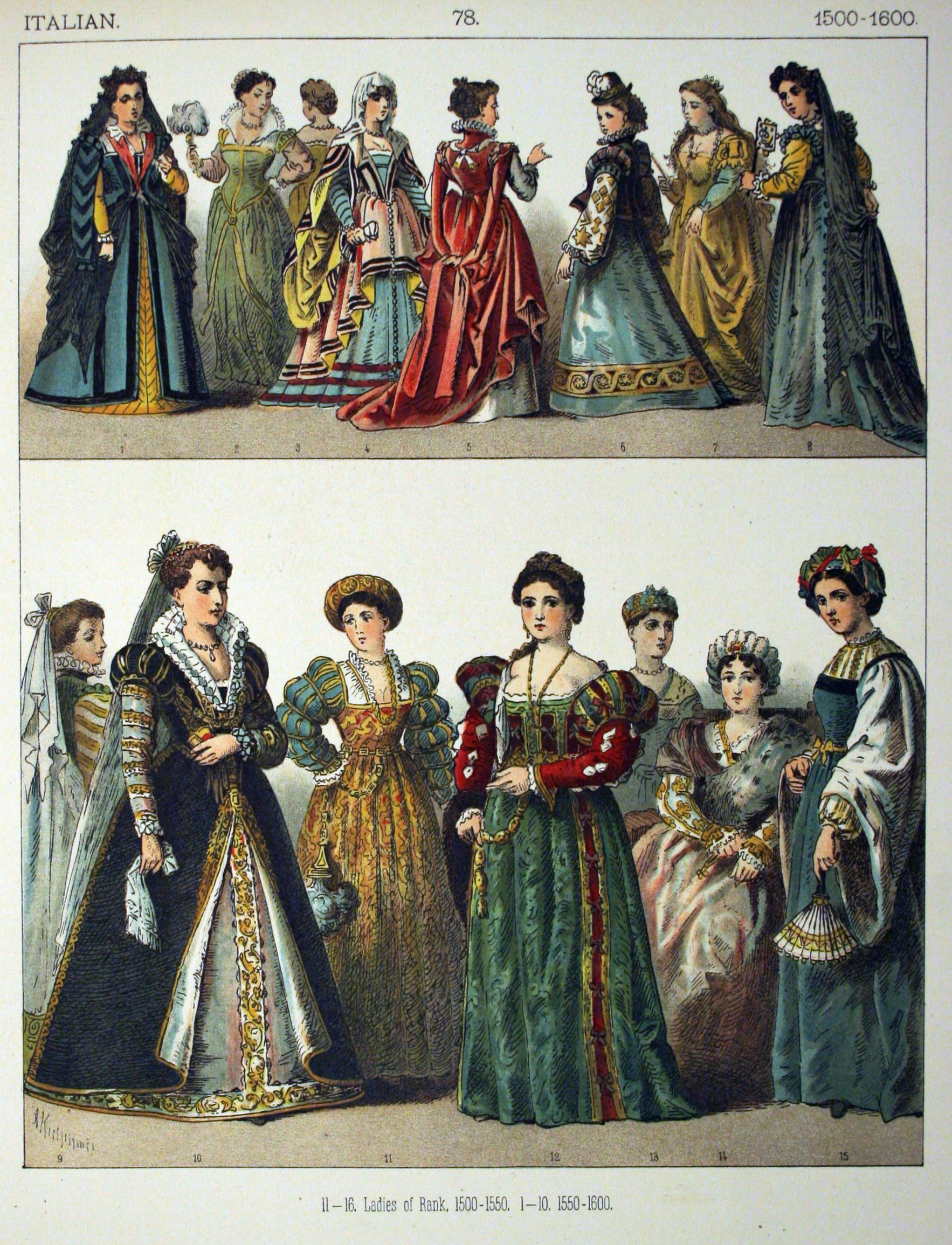
Itáliai viselet 1500-1600
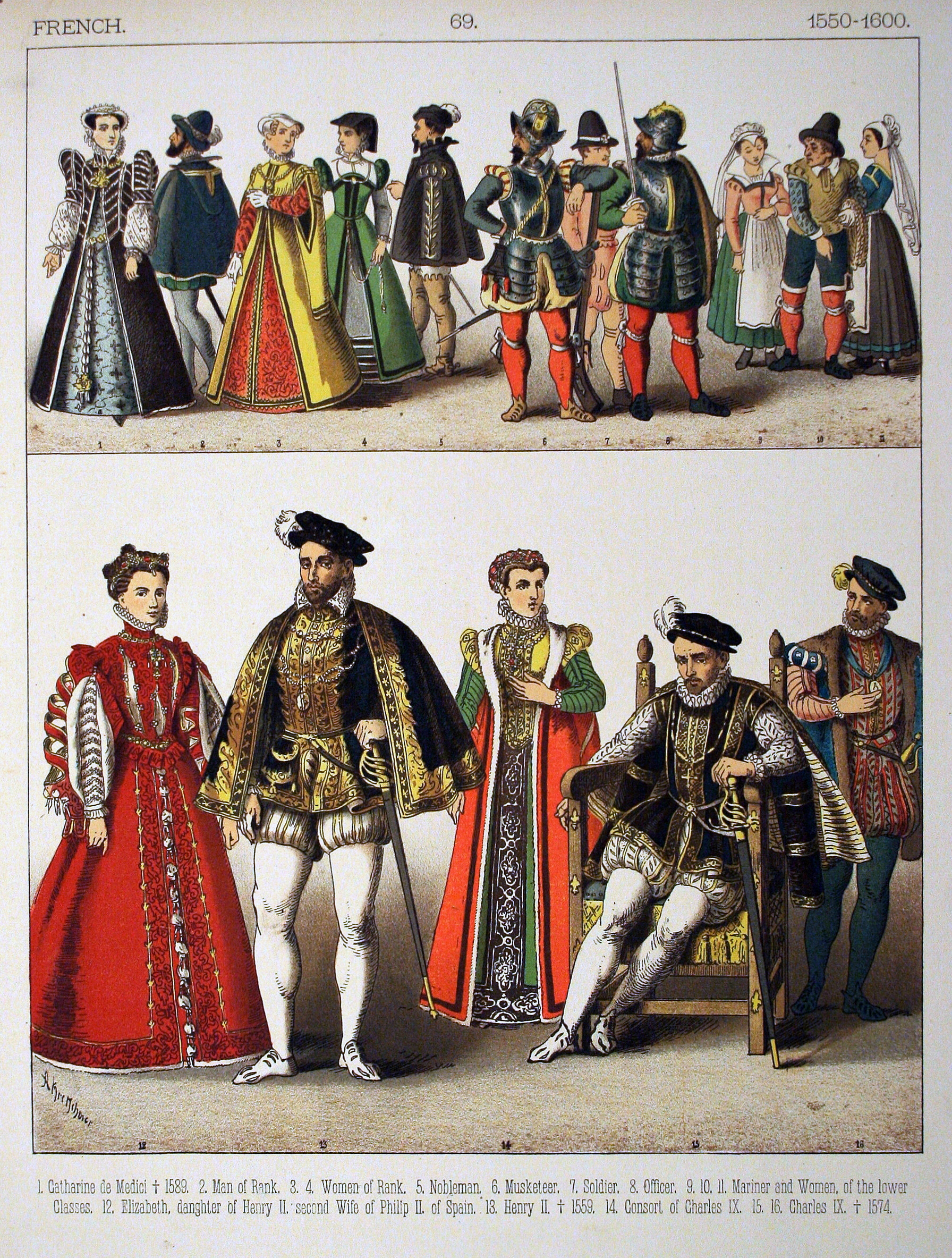
Francia viselet 1550-1600
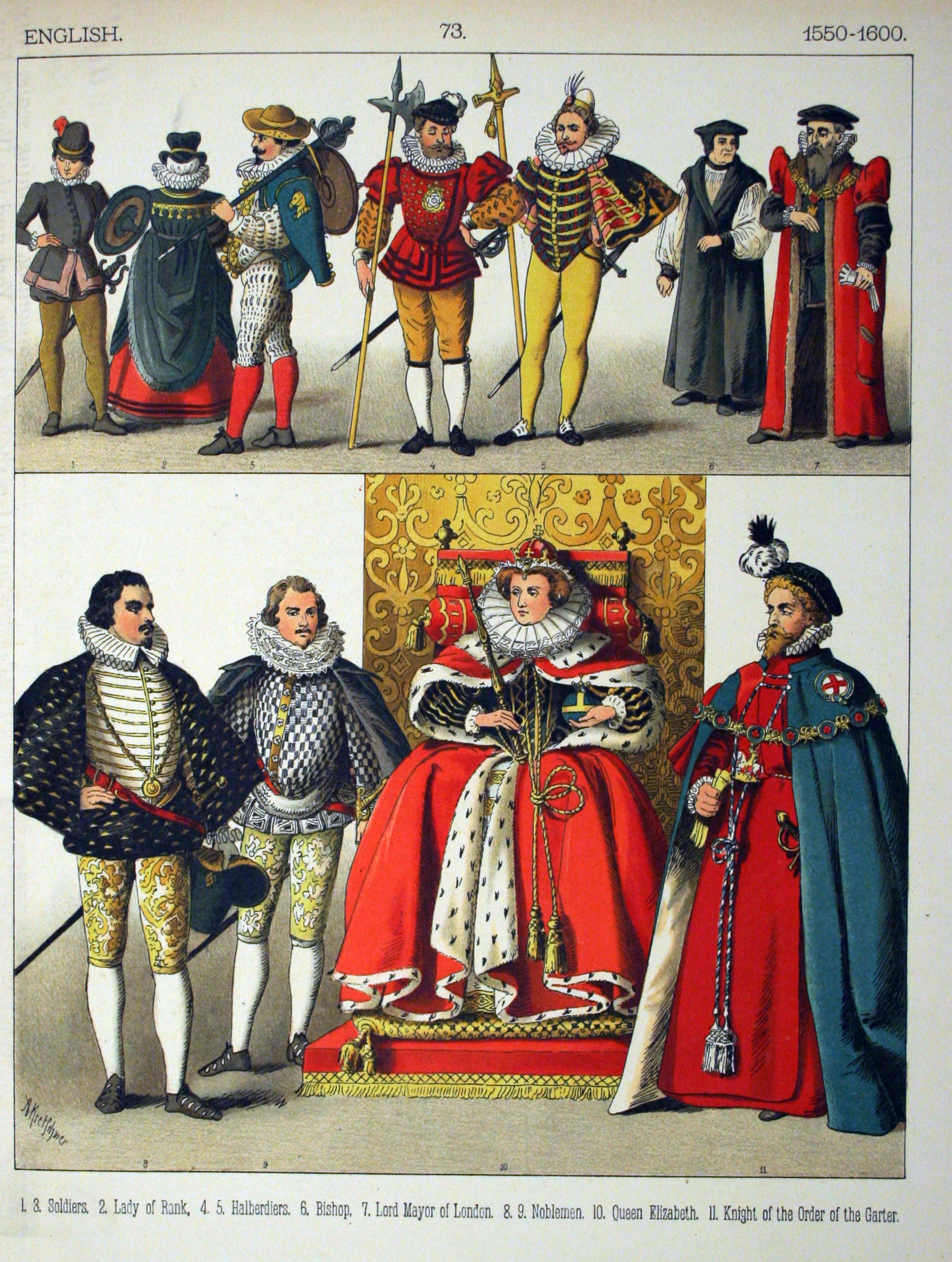
1550-1600 Anglia